# Giacinto de' Sivo
Giacinto de' Sivo (né le 29 novembre 1814 à Maddaloni en Campanie - mort le 19 novembre 1867 à Rome) est un historien, poète et journaliste italien du XIXe siècle, considéré comme le premier historien à développer une vision historiographique révisionniste sur le Risorgimento.

## Biographie
Giacinto de' Sivo, appartenait par tradition familiale à la contre-révolution (son grand-père avait armé à ses propres frais des milices royalistes en 1799, et l'un de ses oncles avait servi comme officier dans l'armée du cardinal Ruffo). Loyale à la dynastie des Bourbons, au moment de la chute du royaume des Deux-Siciles, de' Sivo fut destitué de sa charge de conseiller d'intendance et arrêté le 14 septembre 1860 pour avoir refusé de rendre hommage à Garibaldi. Pour échapper à une nouvelle arrestation, il fut obligé de se réfugier à Rome, où le dernier roi de Naples s'était installé avec sa cour. En 1861 il publia son premier essai, L'Italia e il suo dramma politico nel 1861, dans lequel il jugeait l'unification comme un processus élitiste et éloigné des intérêts du peuple, en raison des violences armées et de la diffusion de mensonges. En conséquence, et malgré le risque de poursuites et la difficulté de trouver des imprimeurs prêts à publier son témoignage, l'historien élabora son œuvre la plus représentative, Storia delle Due Sicilie dal 1847 al 1861, publiée en cinq volumes entre 1862 et 1867. Les travaux de de' Sivo décrivent le processus unitaire comme une agression à l'encontre de deux états souverains (Deux-Siciles et l’Église), en violation du droit international et en particulier des valeurs spirituelles et civiles de la nation napolitaine. La pensée de de' Sivo fut longtemps ostracisée, bien que Benedetto Croce en ait réévalué l'importance en écrivant une biographie qui fut insérée dans le livre Una famiglia di patrioti.

## Publications
- Costantino Dracosa tragedia storica, Naples, dai torchi del Tramater, 1841 (lire en ligne).
- Corrado Capece. Storia pugliese dei tempi di Manfredi, Naples, tipografia Carluccio, 1846.
- L'Italia e il suo dramma politico nel 1861, Bruxelles, 1861 (lire en ligne).
- Discorso pe' morti del Volturno, Roma, 1861 (lire en ligne).
- I Napolitani al cospetto delle nazioni civili, Livorno, 1861 (lire en ligne).
- Storia delle Due Sicilie dal 1847 al 1861, vol. I, Rome, 1863 ; vol. II, Rome, 1864 ; vol. III, Vérone, 1865 ; vol. IV et V, Viterbe, 1867.

## Crédit d'auteurs
- Cet article est partiellement ou en totalité issu de l'article intitulé « Révisionnisme sur le Risorgimento » (voir la liste des auteurs).